# Јелена Берберовић
Јелена Берберовић (Сарајево 23. август 1938 — Сарајево 27. фебруар 2017) била је професор филозофије на Филозофском факултету у Сарајеву и Филозофском факултету у Београду. Познат је њен теоријски допринос у филозофкој дисциплини (гносеологија) теорија сазнања.

## Биографија
Јелена Берберовић је дипломирала филозофију на Универзитету у Сарајеву 1960. године. На истом факултету одбранила је докторску дисертацију под називом: „Критика метафизике у раду Лудвига Витгенштајна” (1965). На Одељењу за филозофију, Универзитета у Сарајеву изабрана је 1961. године за асистента а 1967. за доцента за предмет теорија сазнања. Године 1973. постала је ванредни професор а 1978. године редовни професор. У време ратних сукоба напустила је родно Сарајево и живела је у Београду од 1992. до 2000. У том периоду од 1993. до 2000. године радила је као професор на Филозофском факултету у Београду. Године 2000. поново се вратила у Сарајево где је опет изабрана за професора на катедри за филозофију и социологију Универзитета у Сарајеву. Пензионисана је 2009. Брат Јелене Берберовић, Љубомир Берберовић, је једно време био ректор Универзитета у Сарајеву.
Објавила је велики број радова у научним и филозофским часописима („Преглед”, „Дијалог”, „Радови Филозофског факултета у Сарајеву”, „Тхеориа”, „Филозофски годишњак”). Била је члан редакције часописа „Преглед” и „Дијалог”, члан редакције едиције „Наука” у сарајевској издавачкој кући "Свјетлост" и члан редакције у посебно познатим филозофским библиотекама „Полис” и „Логос” издавачке куће "Веселин Маслеша" у Сарајеву. Била је и члан Центра за Филозофска истраживања АНУ БиХ. Добила је Годишњу награду издавачке куће "Свјетлост" (1978), и Награду за научни рад "Веселин Маслеша" (1984).